# Doroteia da Bulgária
Doroteia da Bulgária foi uma banessa da Bósnia e a primeira rainha consorte do recém-criado Reino da Bósnia, esposa de Tordácato I. Ela era filha do czar João Esracimir e sua esposa Ana da Valáquia.

## História
Luís I, rei da Hungria, manteve Doroteia e sua irmã na corte húngara depois que seu pai foi restaurado ao trono do Principado de Vidin em 1370, depois do fim da ocupação húngara. Elas foram colocadas sob custódia de Isabel da Bósnia e da rainha-mãe, Isabel da Polônia. A irmã de Doroteia morreu logo, enquanto que Doroteia caiu nas graças do rei, que deu sua mão em casamento ao seu sobrinho-genro, o bano Tordácato I.

## Casamento
Doroteia casou-se com o bano Tordácato I em Santo Ilija (moderna Ilinci, perto de Šid) em 8 de dezembro de 1374 e tornou-se a banessa da Bósnia. Em 26 de outubro de 1377, seu marido foi coroado rei e ela, por conseguinte, foi proclamada rainha consorte da Bósnia.
A rainha Doroteia morreu antes de 1390,sem filhos e nem filhas. Tordácato planejava se casar novamente, desta vez com uma princesa da Casa de Habsburgo, mas morreu em 1391.